# Santi Debriano
Santi Wilson Debriano (* 27. Juni 1955 in Panama als Alonso Santi Wilson Debriano Santorino) ist ein US-amerikanischer Bassist und Bandleader des Modern Jazz.

## Leben und Schaffen
Debriano stammt aus einer musikalischen Familie; sein Vater ist als Komponist von Liedern in Panama bekannt. Er wuchs in Brooklyn auf und begann in der Highschool, Kontrabass zu lernen. Von 1972 bis 1976 studierte er auf dem College Komposition und Politik, um dann seine Studien auf dem New England Conservatory of Music (bis 1977) und später an der Wesleyan University (1989–1991) fortzusetzen. Seit 1978 begleitete er Archie Shepp, um dann von 1983 bis 1985 zur Band von Sam Rivers zu gehören. Weiterhin arbeitete er in den 1980er Jahren bei Kirk Lightsey, Oliver Lake, Attila Zoller und Jim Pepper. Im Jahr 1989 entstand sein erstes Album unter eigenem Namen, Soldiers of Fortune mit John Purcell und Kenny Werner. In den 1990er Jahren setzte er seine Aktivitäten als Bandleader der Formation Circlechant fort und nahm 1998 das gleichnamige Album auf, auf dem er musikalische Einflüsse von Astor Piazzolla, Duke Pearson, Prince und von Mario Bauzá verarbeitete. 2019 legte er das Album Flash of the Spirit vor.
Außerdem wirkte er in dieser Zeit als Sideman bei Aufnahmen von George Cables, Joe Chambers, Kenny Drew Jr., Sonny Fortune, D. D. Jackson, Jon Jang, Talib Kibwe,  Pete LaRoca, Charles McPherson, David Murray und Larry Willis mit und war Mitglied der All-Star-Formation Roots von Arthur Blythe, Chico Freeman, Sam Rivers und Don Pullen. Seit 1995 unterrichtete er an der Wesleyan University und der New School.

## Auswahldiskographie
- Jim Pepper: Dakota Sound (Enja, 1987)
- Jim Pepper: The Path (Enja, 1988)
- Chico Freeman: Focus (Contemporary Records, 1994)
- Louis Hayes: Louis at Large (Sharp Nine, 1996)
- Oliver Lake: Compilation (Gramavision, 1982–86)
- Charles McPherson: Come Play with Me (Arabesque, 1995)
- David Murray: The Long Goodbye (DIW Records, 1996)
- D. D. Jackson: Paired Down (Justin Time, 1997)
- Santi Debriano and Arkestra Bembé: Ashanti (2023)

## Lexikalische Einträge
- Richard Cook, Brian Morton: The Penguin Guide of Jazz on CD. 7. Auflage. Penguin, London 2004, ISBN 0-14-101416-4.
- Leonard Feather, Ira Gitler: The Biographical Encyclopedia of Jazz. Oxford University Press, New York 1999, ISBN 0-19-532000-X.